# Otters
De otters (Lutrinae) vormen een onderfamilie van in het water levende roofdieren uit de familie van de marterachtigen (Mustelidae). De onderfamilie bestaat uit dertien nog levende soorten, verdeeld over zes geslachten. De meeste otters hebben een slank lichaam met korte ledematen. Ze jagen voornamelijk op vis en kleine ongewervelde dieren.
In veel delen van de wereld zijn otters geheel of gedeeltelijk verdwenen uit hun natuurlijke verspreidingsgebied. Omdat sommige otters sleutelsoorten zijn die hun ecosysteem in balans houden, zijn al vele beschermingsprogramma's opgezet of initiatieven gestart om populaties te versterken door herintroductie.

## Kenmerken
Otters zijn langgerekte, slanke dieren met korte poten. Tussen de tenen zitten zwemvliezen. De staart is behaard en lang. Ook heeft hij zeer gevoelige tastharen rond de snuit en op de ellebogen. De meeste soorten hebben klauwen aan hun poten, met uitzondering van de soorten uit het geslacht Aonyx, die zeer gevoelige vingers hebben en hiermee naar prooidieren zoeken.
Otters hebben in hun vacht een dichte onderlaag van zachte haren en een bovenlaag, begroeid met lange dekharen. De luchtbellen die hierin blijven steken vormen een isolerende laag, die de dieren warm houden in het water.

## Leefwijze
Otters zijn over het algemeen viseters, die ook kikkers, kreeftachtigen en soms ook vogels en kleine zoogdieren eten. Ze eten voornamelijk langzamere vissoorten als paling. Otters hebben grote hoeveelheden voedsel nodig, omdat jagen en voortbewegen in het water veel energie kost.
Sommige soorten leven in groepen, maar de meeste otters zijn solitair. Otters zijn speelse dieren, die graag van modderoevers glijden, over elkaar heen springen en achter elkaar aan rennen of zwemmen. Zelfs de meest solitaire soorten spelen graag met soortgenoten. Territoria worden afgebakend met geurmarkeringen. Meestal worden uitwerpselen achtergelaten op opvallende plaatsen langs de oever. Sociale soorten gebruiken ook gezamenlijke latrines. Ook zit er een paar geurklieren aan de staartwortel, waarmee ze geuren achterlaten.

## Verspreiding en leefgebied
Otters komen op alle continenten voor, behalve Australië en Antarctica. Ze ontbreken tevens in het extreme noorden en in drogere streken als de Sahara. De soort met het grootste verspreidingsgebied is de otter. De meeste soorten leven in zoetwater, de zeeotter uit de noordelijke Grote Oceaan is aangepast aan het leven in zee.

## Indeling
- Onderfamilie Lutrinae (Otters)
  - Geslacht Lutra
    - Otter (Lutra lutra)
    - Sumatraanse otter of  Haarneusotter (Lutra sumatrana)
    - Japanse otter (Lutra nippon)†
    - Lutra lybica†
    - Lutra euxena†
    - Lutra castiglionis†
    - Lutra simplicidens†
    - Lutra trinacriae†

  - Geslacht Hydrictis
    - Vlekhalsotter (Hydrictis maculicollis)

  - Geslacht Lutrogale
    - Slanke otter (Lutrogale perspicillata)
    - Lutrogale robusta†

  - Geslacht Lontra
    - Lontra annectens
    - Rivierotter of Noord-Amerikaanse otter (Lontra canadensis)
    - Langstaartotter (Lontra longicaudis)
    - Zuidelijke rivierotter of  Chileense otter (Lontra provocax)
    - Kustotter of Chungungo otter (Lontra felina)

  - Geslacht Pteronura
    - Reuzenotter (Pteronura brasiliensis)

  - Geslacht Aonyx
    - Kaapse otter (Aonyx capensis)
    - Congolese otter (Aonyx congicus)
    - Kleinklauwotter (Aonyx cinereus, voorheen behorend tot geslacht Amblonyx)

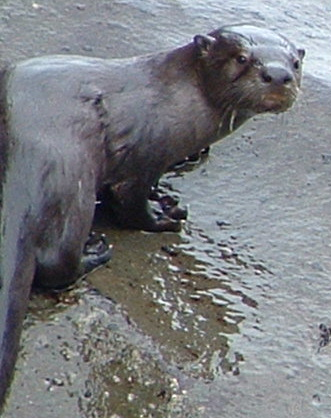
Rivierotter

  - Geslacht Enhydra (Zeeotters)
    - Zeeotter (Enhydra lutris)
    - Enhydra reevei†

  - Geslacht Algarolutra†
  - Geslacht Cyrnaonyx†
  - Geslacht Enhydriodon†
  - Geslacht Enhydritherium†
  - Geslacht Limnonyx†
  - Geslacht Lutravus†
  - Geslacht Megalenhydris†
  - Geslacht Mionyctis†
  - Geslacht Sardolutra†
  - Geslacht Saitherium†
  - Geslacht Siamogale†
  - Geslacht Sivaonyx†
  - Geslacht Torolutra†
  - Geslacht Tyrrhenolutra†
  - Geslacht Vishnuonyx†